# Le Miracle de la race
Le Miracle de la race est un roman français publié en 1914 par Georges Athénas et Aimé Merlo sous le pseudonyme de Marius-Ary Leblond. Écrit en langue française, il traite de l'histoire d'un orphelin blanc de La Réunion, contraint de fréquenter, sur les bancs de l'école, de jeunes enfants noirs, mais qui peu à peu triomphe des adversités de la vie pour finalement s'engager dans le corps expéditionnaire qui prend Madagascar en 1895. Ce roman, que l'on peut considérer comme un roman colonial, constitue en quelque sorte le programme rêvé par les auteurs pour la jeunesse blanche de la colonie dont ils sont originaires, jeunesse qui devrait ainsi être capable de résister au métissage pour mieux servir la France et son Empire.